# Благовещение Богородично (Негуш)
„Благовещение Богородично“ (на гръцки: Ιερός Ναός Ευαγγελισμού της Θεοτόκου, Ευαγγελίστριας) е православна църква в южномакедонския град Негуш (Науса), Егейска Македония, Гърция. Храмът е енорийска църква на Берската, Негушка и Камбанийска епархия на Църквата на Гърция.
Църквата е разположена южно от река Арапица, до Шесто основно училище. Храмът е изграден в 1991 – 1994 година на мястото на малък параклис и гробище след решение на църковното настоятелство, в което влизат Д. Коцабасис, А. Пейос, А. Маврудис и ефимерият свещеник Д. Куцупиас. Планът на църквата е на инженер Мария Куцупия, а финансирането е от дарения на вярващите.
В архитектурно отношение храмът е трикорабна базилика без купол с площ от 350 m2. Изписването на църквата започва в 1996 година от зографа К. Врузос, финансирано от дарения. В стенописите доминира синият цвят със златно за фон. В конхата на апсидата е изписана Света Богородица Ширшая небес и под нея Благовещение.
В 2002 година платанът край храма е обявен за защитен паметник.